# تريفور دونوفان
تريفور دونوفان (بالإنجليزية: Trevor Donovan)‏ مواليد 11 أكتوبر 1978، هو ممثل أمريكي بدأ مسيرته الفنية عام 2004.

## روابط خارجية
- تريفور دونوفان على موقع IMDb (الإنجليزية)
- تريفور دونوفان على موقع ألو سيني (الفرنسية)
- تريفور دونوفان على موقع أول موفي (الإنجليزية)
- تريفور دونوفان على موقع قاعدة بيانات الأفلام السويدية (السويدية)
- تريفور دونوفان على موقع قاعدة بيانات الفيلم (الإنجليزية)
- تريفور دونوفان على موقع كينوبويسك (الروسية)